# 賈尼 (印地安納州)
賈尼（英語：Janney）是位於美國印地安納州特拉華縣的一個非建制地區。該地的面積和人口皆未知。

## 地理
賈尼的座標為40°21′54″N 85°32′38″W / 40.36500°N 85.54389°W，而該地的平均海拔高度為273米（即896英尺）。